# Ліллі Ледбеттер
Ліллі Макденієл, у шлюбі Ледбеттер (14 квітня 1938 —12 жовтня 2024) американська феміністка, позивачка у справі Верховного суду США «Ледбеттер проти Goodyear Tire & Rubber Co.» про нижчу оплату її праці, ніж колег-чоловіків, внаслідок якої в 2009 Конгрес США прийняв Закон Ліллі Ледбеттер про справедливу оплату праці, щоб усунути лазівку для дискримінації. Відтоді Ліллі Ледбеттер стала феміністичною активісткою, ораторкою, письменницею та підприємицею. Авторка мемуарів. У 2011 році зарахована до Національної зали слави жінок.

## Життєпис
Ліллі Мак-Денієл у Джексонвіллі, штат Алабама. Її батько, Джей Сі Мак-Денієл, працював механіком на Анністонському армійському складі. У 1956 році закінчила місцеву школу. Після закінчення середньої школи одружилася з Чарльзом Ледбеттером та народила двох дітей, Вікі та Філліпа. Вони були одружені до смерті чоловіка у грудні 2008 року. Працювала в Джексонвільському університеті, штат Алабама, помічницею директора з фінансової допомоги з травня 1974 року до грудня 1975 року.

## Ледбеттер проти Goodyear Tire & Rubber Co
У 1979 році Ліллі Ледбеттер отримала роботу супервайзерки в Goodyear. Після 19-ти років у компанії Ледбеттер отримала анонімну записку, в якій повідомлялося, що вона заробляє набагато менше, ніж чоловіки на тій же посаді. Цей лист змусив її подати позов про дискримінацію за статтю проти Goodyear через те, що вона отримувала значно меншу зарплату, ніж її колеги-чоловіки. Позов був успішним, але після апеляції Одинадцятому округу рішення скасували. Зрештою позов дійшов до Верховного суду, який виніс рішення проти неї, оскільки вона не подала позов протягом 180 днів з дати отримання зарплати. Верховний суд не розглядав питання про виправдовування пізнього виявлення позивачкою дискримінаційних дій не надання позову протягом 180-денного терміну, оскільки її адвокати визнали, що це не мало б значення у справі. Суддя Верховного суду США Рут Бейдер Гінзбург написала:
З 1979 року до виходу на пенсію у 1998 році Ліллі Ледбеттер працювала супервайзеркою на заводі Goodyear Tire and Rubber у Гадсдені, штат Алабама. Більшу частину вона була регіональною менеджеркою, посада, яку переважно обіймали чоловіки. Спочатку зарплата Ледбеттер відповідала зарплаті чоловіків за подібну роботу. Однак з часом її оплата знизилася у порівнянні з оплатою менеджерів-чоловіків із таким же або меншим стажем роботи. До кінця 1997 року Ледбеттер була єдиною жінкою, яка працювала регіональною менеджеркою, і різниця в оплаті праці між Ледбеттер і її 15 колегами-чоловіками різко відрізнялася: Ледбеттер отримувала 3727 доларів на місяць; найменша зарплата менеджера була 4286 доларів на місяць, а найбільша — 5236 доларів.
У відповідь Конгрес згодом прийняв Закон Ліллі Ледбеттер про справедливу оплату праці 2009 року, який перезапускав 180 денний відлік часу кожного разу, коли отримувалась дискримінаційна зарплатня.

## Закон Ліллі Ледбеттер про справедливу оплату праці
Згодом 111-й Конгрес США у 2009 році прийняв Закон Ліллі Ледбеттер про справедливу оплату праці, щоб послабити вимоги щодо своєчасності подання позову про дискримінацію, у разі будь-якої дискримінації, включно з отриманням зарплати, яка відображає минулий акт дискримінації у межах 180-денного строку позовної давності. Закон мав на меті скасувати постанову Верховного суду у справі Ледбеттер проти Goodyear, яка обмежила період часу для подання позовів про дискримінацію в оплаті праці, що ускладнило подання скарги працівниками. Відповідно до цього законопроєкту, будь-який позов щодо дискримінаційної зарплати або іншої компенсації можна подати незалежно від часу.

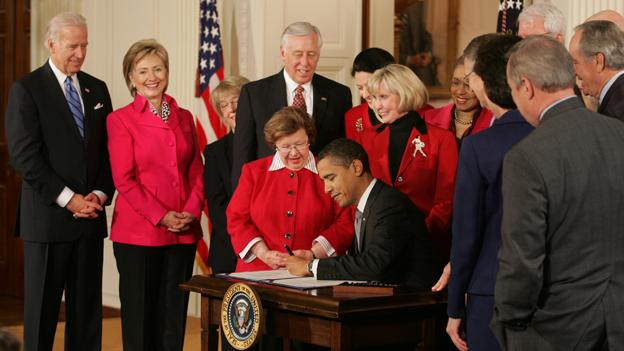
Президент Обама підписує Закон Ліллі Ледбеттер про справедливу оплату праці 2009 року. Ледбеттер знаходиться праворуч від президента Обами.

Попри прийняття закону Ледбеттер не отримала компенсацію від Goodyear. Хоча вона не отримала відшкодування від Goodyear, вона сказала: «Я буду щаслива, якщо останнє, що вони скажуть про мене після моєї смерті, — що я змінила ситуацію».
Закон Ліллі Ледбеттер про справедливу оплату праці був першим офіційним законодавчим актом президента Барака Обами на посаді президента. Він сказав: «Коли я вступив на посаду, ми прийняли так званий Закон Ліллі Ледбеттер, названий на честь моєї хорошої подруги, Ліллі Ледбеттер, яка працювала багато років і з'ясувала, що всі ці роки отримувала значно менше, ніж чоловіки. Вона принесла позов. Вони сказали: ну, вже занадто пізно подавати позов, тому що ви повинні були подати позов саме тоді, коли це почало відбуватися. Вона сказала, що щойно дізналася. Вони сказали, це не має значення. Тож ми змінили цей закон, щоб дозволити таким людям, як Ліллі, коли їм стане відомо, нарешті мати можливість подати позов».
До 2011 року понад 350 справ вже цитували рішення у справі Ледбеттер з моменту його затвердження у 2009 році.

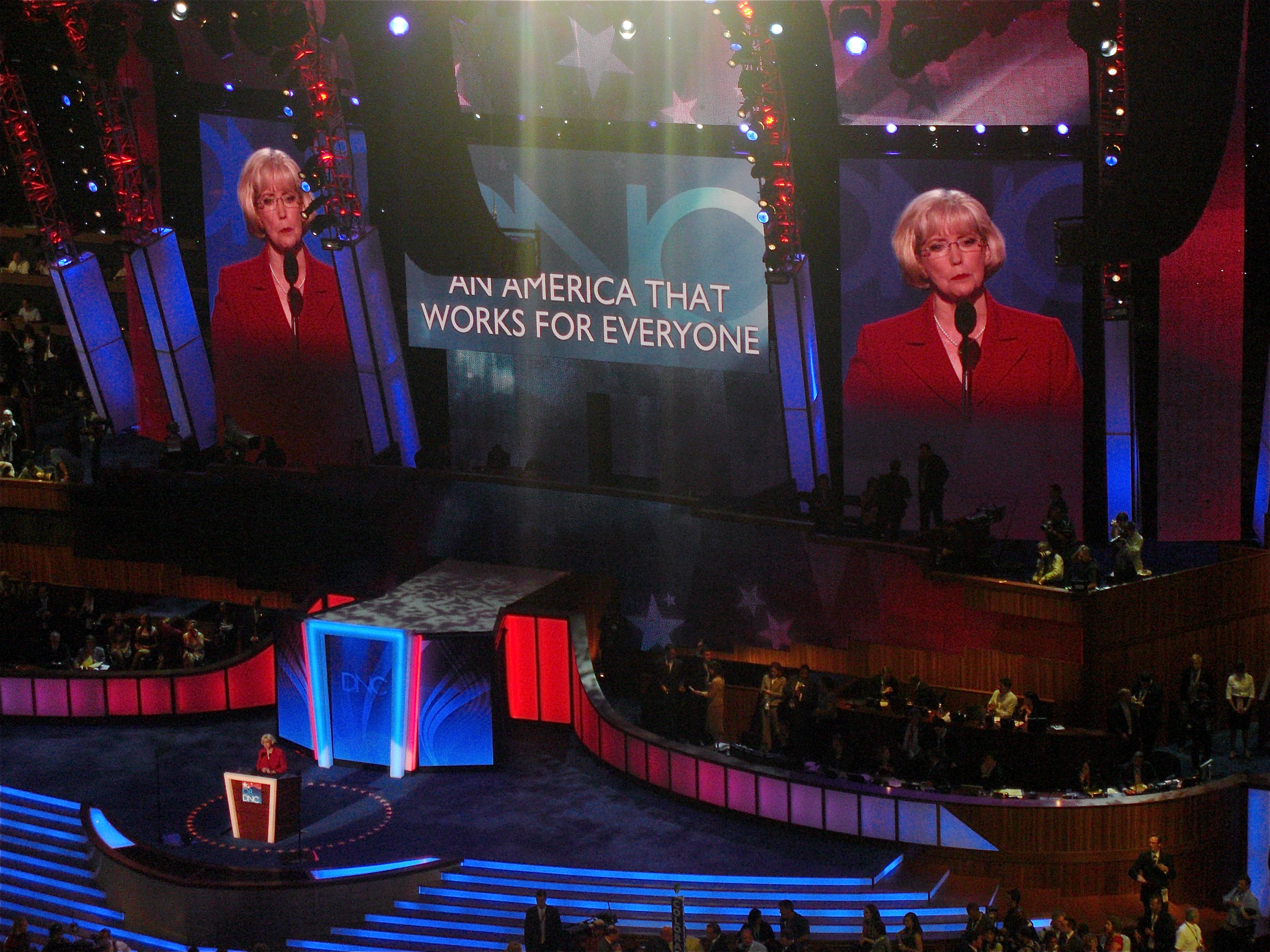
Ледбеттер виступає під час другого дня національного з'їзду Демократичної партії 2008 року в Денвері, штат Колорадо

Рут Бейдер Гінзбург, американська феміністка, культурна ікона, суддя Верховного суду США, тримала в своїй кімнаті копію законопроєкту Ліллі Ледбеттер про справедливу оплату праці в рамці.

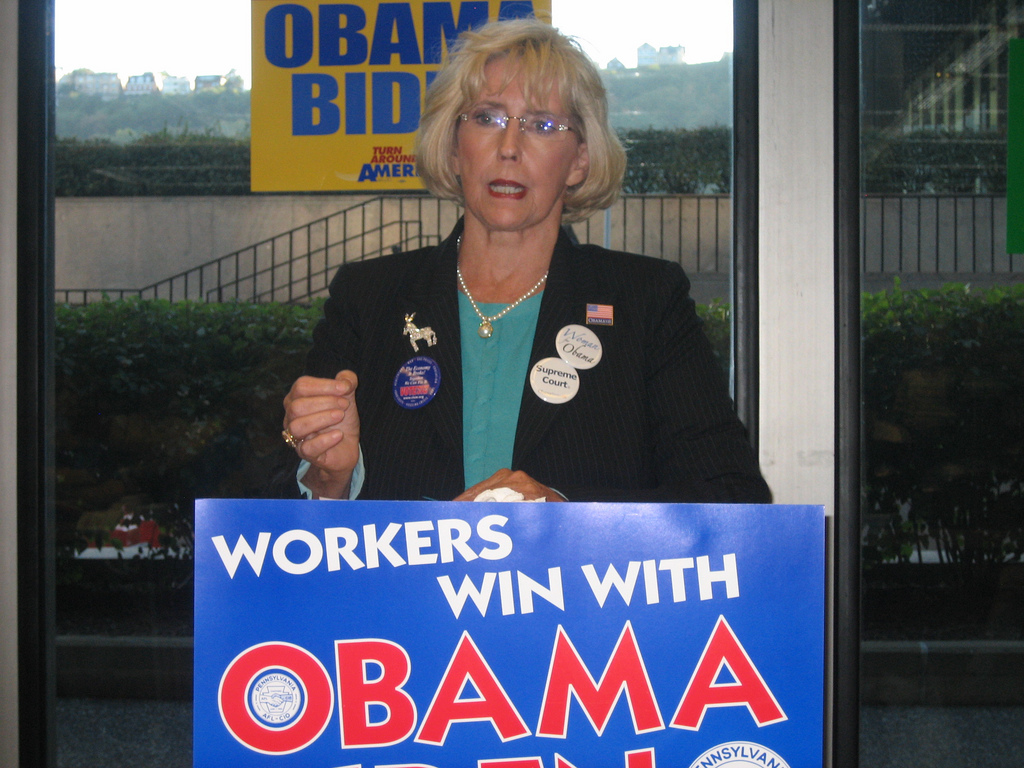
Ледбеттер рекламує Барака Обаму для сімей робітничого класу в Пенсільванії під час його президентської кампанії в 2008 році

## Рівноправність жінок
26 серпня 2008 року (День рівноправності жінок) Ліллі Ледбеттер виступила на національному з'їзді Демократичної партії у Денвері, штат Колорадо, на тему рівності в оплаті праці.
У лютому 2012 року Ледбеттер випустила мемуари «Grace and Grit: My Fight for Equal Pay and Fairness at Goodyear and Beyond», у яких докладно розповіла про її боротьбу за рівну оплату праці. У книзі розповідається про її життя від скромного початку в Алабамі до ухвалення Закону про справедливу оплату праці Ліллі Ледбеттер, підписаного президентом Обамою у 2009 році. 31 жовтня 2012 року Ліллі Ледбеттер з'явилася як гостя шоу «Colbert Report» для просування книги.
4 вересня 2012 року вона виступила на національному з'їзді Демократичної партії в Шарлотті, штат Північна Кароліна: «Ця справа, яка отримала моє ім'я, є більшою за мене. Вона така ж велика, як усі ви. Ця боротьба, яка почалася як моя власна, тепер є нашою боротьбою — боротьбою за фундаментальні американські цінності, які роблять нашу країну величною». Ледбеттер також заявила, що «те, що ми втрачаємо, не можна просто виміряти в доларах».
Фільм «Лілі» 2024 року розповідає про Ледбеттер. Прем'єра відбулась 10 жовтня 2024 року, за два дні до її смерті.

## Книги
- Ledbetter, Lilly; Isom, Lanier Scott (2012). Grace and Grit: My Fight for Equal Pay and Fairness at Goodyear and Beyond. Crown Archetype. ISBN 978-0307887924.